# The New Cop
The New Cop è un cortometraggio muto del 1909 diretto da Gilbert M. 'Broncho Billy' Anderson.

## Produzione
Il film fu prodotto dalla Essanay Film Manufacturing Company. Venne girato negli Essanay Studios - 1333-45 W. Argyle Street a Chicago, città dove la casa di produzione aveva la sua sede principale.

## Distribuzione
Uscì nelle sale cinematografiche USA il 14 luglio 1909. Nelle proiezioni, veniva programmato con il sistema dello split reel, accorpato in un'unica bobina con un altro cortometraggio prodotto dall'Essanay, la commedia Which Is Which?.